# Hidroelektrarna Fala
Hidroelektrarna Fala (kratica HE Fala) je ena izmed hidroelektrarn v Sloveniji; leži na reki Dravi. Spada pod podjetje Dravske elektrarne Maribor. 
HE Fala je najstarejša hidroelektrarna na slovenskem delu Drave. Njena gradnja se je  začela že leta 1913. Dokončali pa so jo 1918, ko so pognali prvih  pet turbin. Dve novi turbini so dodali 1925 (agregat 6), in 1932 (agregat 7). S tem je bila gradnja HE Fala med obema vojnama zaključena.
Novo poglavje v zgodovini HE Fala se pričenja leta 1974, ko so pričeli z gradnjo novega agregata (agergat 8 z instalirano močjo 16,8 MW). Osmi agregat je bil v elektično omrežje sinhroniziran 6. oktobra 1977. Zaradi težav z vgrajeno turbino, ki je bila narejena že med 2. svet. vojno in bila prvotno namenjena za HE Mariborski otok, so 1995 staro turbino zamenjali z novo Kaplanovo in istočasno povečali instalirano moč agregata na 18 MW. HE v današnji podobi pa je bila dokončana leta 1991, ko sta pričela obratovati 9. in 10. agregat, vsak z instalirano močjo 20 MW. Stari del HE s prvimi sedmimi agregati so preuredili v muzej, tako da sedaj HE obratuje s tremi najnovejšimi agregati in izkorišča 4,2 milijona m³ (koristna prostornina jezu 909.000 m³) veliko akumulacijsko jezero. Elektrarna lahko deluje z največjo močjo 58 MW in na leto povprečno proizvede 260 GWh.

## Zgodovina

### Reka Drava pred izgradnjo Hidroelektrarne Fala
Pred izgradnjo hidroelektrarne Fala, ki se je začela leta 1913, je bil rečni tok Drave po vsej dolžini reke neoviran. Iz območij, bogatih z lesom, je po njej potekala splavarska transportna pot skozi Podravje v Podonavje in naprej proti Črnemu morju, saj je bila pred zgraditvijo železnice edina, kasneje pa še vedno najcenejša transportna pot lesa in drugega blaga. Prav zato je bilo graditeljem s koncesijsko pogodbo naloženo, da morajo omogočiti neoviran prehod splavov skozi območje elektrarne (v tedanjem času se je od pomladi do zgodnje jeseni po reki spustilo tudi do dvajset splavov dnevno), prostornine od 90 do 100 m3 lesa vsak.
V desnem obrežnem zidu sta bili zato zgrajeni ribja steza in dvokomorna splavnica za splave oz. »flose«. Vsaka komora je bila dolga 35 in široka 7 m. Zaprta je bila z drsnimi zapornicami na električni pogon. Prepuščanje enega splava je trajalo 20 minut. K splavnici je splav privlekel poseben vlačilec.

### Hidroelektrarna Fala
Hidroelektrarna Fala, prva  elektrarna na Dravi je bila namenjena, da bi z električno energijo oskrbovala podjetja v Gradcu in njegovi okolici, šele pozneje pa tudi v Mariboru. Pobudnik gradnje je bila Štajerska električna družba katere začetki segajo v leto 1902 ko je bila ustanovljena elektrarna v Lebringu na Muri. Leta 1910 sta se delniški družbi Elektrarna Lebring in Elektrarna Peggau-Deutschfeistriz združili v novo podjetje Štajersko električno družbo (nemško Steiermärkische Elektrizitätsgesellschaft - kratko StEg). Med letoma 1911 in 1912 je podjetje StEG iskalo najboljšo možno lokacijo za gradnjo nove HE. Ugotovili so, da bi bilo najprimernejše mesto za zajezitev Drave lokacija ob starem falskem gradu.
StEg je zaprosil za podelitev vodnih pravic in gradbene koncesije. Štajersko deželno namestništvo v Gradcu je 28. decembra 1912 podelilo StEG-u vodno pravno koncesijo z veljavnostjo 60 let. Poljedelsko ministrstvo na Dunaju  je to koncesijo potrdilo z odločbo z dne 28. julij 1913. Koncesija je bila tako veljavna do leta 1973. S tem so bile podane vse pravne podlage za začetek gradnje.
Za gradbena dela je StEG najel Avstrijsko družbo za prometne in pogonske naprave. Leta 1913 so se začela gradbena dela. Začetek 1. svetovne vojne je dela na gradbišču elektrarne zaustavil. Mnogo delavcev je bilo vpoklicanih. Z deli so lahko nadaljevali novembra 1913, vendar pa so bila do leta 1916 zelo upočasnjena. Toda ustanovitev  tovarne elektrod na Blejski Dobravi, elektrokemičnih zavodov v Bistrici pri Tržiču in tovarne za proizvodnjo karbida in dušika v Rušah je dala gradnji nov zagon. Zaradi nuje, da bi bila elektrarna končana do poletja 1918, so gradbenemu vodstvu kot pomoč dodelili tudi vojne ujetnike in ves potrebni material. 6. maja 1918 so poskusno začeli delovati prvi trije agregati, 9. maja četrti in 23. še peti agregat.
Nova elektrarna je bila za tiste čase pravi čudež tehnike in sodobne opreme. Preko struge je bil zgrajen mogočen jez s petimi odprtinami. Mogočni stebri med njimi so bili povezani z betonskim mostom, preko katerega je bil speljan tir za prevoz največjih delov strojne in električne opreme, obenem pa je služil tudi kot most preko Drave. Na levem bregu je bila zgrajena velika strojna dvorana s prostorom za sedem agregatov, z ločenim bazenom za dotok turbinske vode.
Falska pretočna elektrarna spada med klasične vodne elektrarne. V času izgradnje je prestavljala eno najmodernejših tovrstnih naprav v srednji Evropi. Agregati so bili zgrajeni z vodoravnimi osmi, saj so šele po letu 1916 pričeli uporabljati nove Kaplanove turbine z vertikalnimi osmi.
Dotok vode k turbinam je bil oddvojen od glavnega jezu. Vodo k turbinam so speljali iz posebnega bazena, v katerega je voda dotekala iz zajezitvenega jezu. Pred naplavinami in ledenimi ploščami je bil bazen zavarovan z betonsko steno. Celotna zgradba elektrarne je zgrajena iz železobetona. Desno od strojnice se je nadaljeval jez s pretočnimi polji. 
Elektrarna je bila opremljena s sedmimi Francisovimi turbinami s horizontalno osjo.  Prve štiri turbine je izdelala tovarna Escher Wyss v Švici, ostale pa strojna tovarna Leobersdorf. Vsaka turbina je imela dve zapornici in dve dotočni komori. V strojnici je bilo 5 agregatov z nazivno močjo 5.200 kVA in dva s 8.700 kVA. Letna proizvodnja zmogljivost HE je bila izračunana na 220 milijonov kWh pri inštalirani moči 36.750 kW (50.000 KM) in povprečnem letnem pretoku (skozi vse turbine) 365 m³/sek. Ob 80-letnici HE Fala je bila 1998 svečana otvoritev urejenega dela stare HE, ki je sedaj del kulturne tehniške dediščine.

## Prenova elektrarne
Vgradnja 8. agregata
Merjenje izkoristkov turbin v letu 1974 je pokazalo, da so izkoristki znašali 76 do 78 %, kar je bilo precej manj kot 84 % izkoristek, ki so ga leta 1927 izmerili v novovgrajeni turbini 6. agregata. Zaradi premajhne prepustnosti turbin se je pojavil tudi problem prelivanja vode preko pretočnih polj. Vse vzvodno ležeče HE, razen HE Dravograd, so imele turbinsko pretočnost večjo od 450 m³/sek. Strokovnjaki so preučevali tri možnosti:
- prvih pet turbin bi se zamenjalo z novimi močnejšimi,
- vgradi se nov osmi agregat z boljšim izkoristkom in večjo instalirano močjo in
- pri prvih petih agregatih se zamenjajo turbinski tekači z novimi, ki bi imeli boljši izkoristek.

Odločili so se za drugo možnost. Vgradnjo 8. agregata so narekovale predvsem obratovalne potrebe, ker je stara elektrarna z močjo 36,7 MW in s pretokom 365 m³/sek predstavljala oviro za normalno delovanje verige Dravskih elektrarn, ki so instalirane na povprečni letni pretok 450 m³/sek. Pri odločitvi za vgradnjo osmega agregata so upoštevali tudi potrebo, da se v obratovanju ohranijo vsi stari agregati, vendar z zmanjšanim številom obratovalnih ur.
Osnovni podatki osmega agregata:
- instalirana moč agregata 16.800 kW
- moč turbine 16.170 kW
- moč generatorja 24.000 kW
- moč transformatorja 25.000 kW
- maksimalen pretok vode 180 m³/sek
- možna letna proizvodnja 70 GWh

Gradnja osmega agregata, za katerega so strojnico postavili v prvo pretočno polje pri zgradbi stare strojnice, se je pričeka v januarju 1974. Agregat so prvič poskusno zavrteli
26. septembra 1977. 6. oktobra istega leta je bila uspešno izvedena avtomatska sinhronizacija na električno omrežje. Z dograditvijo 8. agregata je imela HE skupno instalirano moč 53,2 MW.
Vgradnja 9. in 10. agregata
Oba agregata imata skupno strojnico. Ta je zgrajena na desnem bregu, na prostoru opuščene splavnice in dvorišču med splavnico in železniško progo Dravograd - Maribor. Celotna dela pri gradnji so se izvajala v obdobju 1986 do 1991. Oba nova agregata sta pričela obratovati leta 1991. Prvi novi - 9. agregat moči 20 MW je bil na električno omrežje priključen 19. februara, drugi novi - 10. agregat, prav tako z močjo 20 MW, pa 24. maja 1991. Leta 1995 je bila zaradi težav pri obratovanju zamenjana turbina 8. agregata (glej Odisejada turbine), z novo močnejšo turbino, istočasno je bila povečana tudi inštalirana moč agregata na 18 MW. S tem je bila prenova v celoti izvedena. Od rekonstrukcije leta 1995 obratujejo le zadnji trije agregati. Prenovljena HE Fala ima sedaj instalirano moč 58 MW in je usposobljena za nadaljnje 50-letno obratovanje. Sama elektrarna je daljinsko vodena in deluje brez posadke.
Osnovni podatki prenovljene HE Fala (od 1995 dalje):
- Padavinsko območje 13.200 km²
- Povprečen letni pretok 293 m³/sek
- Zasnova - klasična pretočna HE
- Koristna prostornina jezu 909.000 m³
- Padec vode 14,6 m
- Nazivni pretok 505 m³/sek
- Število proizvodnih strojev - 3
- Instalirana moč 58 MW
- Povprečna letna proizvodnja 260 GWh
- Začetek obratovanja:
  - 8. agregat - 1977/1995
  - 9. agregat - 1991
  - 10. agregat - 1991
- Turbine - Kaplanove
- Maksimalen pretok vode skozi turbine:
  - 8. agregat - 180 m³/sek
  - 9. agregat - 185 m³/sek
  - 10. agregat - 195 m³/sek
- Nazivna moč generatorjev:
  - 8. agregat 24 MW
  - 9. agregat 25 MW
  - 10.agregat 25 MW

## Modernizacija elektrarne
Elektrarna je bila v zadnjem desetletju tehniško modernizirana z novimi agregati in opremljena s sodobnimi sistemi vodenja. V okviru modernizacije je bila izvedena tudi obnova sistema napajanja lastne rabe elektrarne ter vgrajena diesel agregata kot izvora napajanja nujne lastne rabe elektrarne. Prenova hidromehanske opreme pretočnih polj se je izvajala po začetku obratovanja novih agregatov in je bila končana leta 1994. Po izgradnji nove strojnice je bila izvedena tudi sanacija in gradbena ureditev obstoječega objekta.  
Celotno obratovanje elektrarne je bilo do leta 2005 usklajeno z zahtevnimi Mednarodnimi standardi kakovosti poslovanja, kar potrjujejo pridobljeni certifikati:
- ISO 9001:2000- za proizvodnjo, Obratovanje, Vzdrževanje in servisiranje,
- ISO 14001:2004 dokazuje da ima ta elektrarna izdelan Sistem vodenja kakovosti in odgovornega ravnanja z okoljem,
- OHSAS 18001:1999 pa dokazuje da je sistem vodenja usmerjen v usposobljenost in znanje zaposlenih ter zagotavljanje poklicnega zdravja in varnosti.

Danes je hidroelektrarna Fala (najstarejša slovenska še obratujoča velika elektrarna) del verige osmih hidroelektrarn na reki Dravi, ki jih upravlja družba Dravske elektrarne Maribor.

## Elektrarna ohranjatehniško dediščino
Elektrarna Fala je ohranila del elektrotehniške opreme iz časa njenega nastanka, ki danes služi kot Tehniški muzej. Ohranjena je stara dvojna Francisova turbina s centrifugalnim turbinskim regulatorjem, ki s hidravličnim sistemom regulira hitrost vrtenja in količino vode, ki priteka v turbino, ter sinhronski generator najstarejšega tipa, skupaj z njimi pa tudi nadzorna plošča in stikalni del. 